# John Rink
John Rink (ur. 7 listopada 1957 w Pittsburghu) – amerykański pianista i znawca twórczości Fryderyka Chopina, profesor Uniwersytetu Cambridge, członek jury XVII i XVIII Międzynarodowego Konkursu Pianistycznego im. Fryderyka Chopina w Warszawie.

## Życiorys
Odbył studia w Uniwersytecie Princeton, King’s College w Londynie i w Uniwersytecie Cambridge. Uczestniczył w licznych konkursach dla młodych pianistów. Został dydaktykiem gry fortepianowej i wykonawcą tej muzyki. Stał się znawcą rękopisów Chopina, publikacji i praktyki wykonawczej dzieł Chopina. 
W 2003 został członkiem Rady Programowej Narodowego Instytutu Fryderyka Chopina w Warszawie.
Od 2009 wykłada w ramach Musical Performance Studies na Uniwersytecie Cambridge. Jest dyrektorem AHRC Research Centre for Musical Performance as Creative Practice w tej uczelni. Wykłada gościnnie m.in. w Konserwatorium w Szanghaju, a także w Konserwatorium Yong Siew Toh w Singapurze.
W 2015 był jurorem XVII Międzynarodowego Konkursu Pianistycznego im. Fryderyka Chopina w Warszawie, a w 2021 – jurorem XVIII Konkursu.
W 2019 odznaczony Odznaką Honorowa „Bene Merito”.

## Wybrane publikacje
- Chopin Studies 2 (wspólnie z Jimem Samsonem, 1994)
- Chopin. The Piano Concertos (1997)
- Annotated Catalogue of Chopin’s First Editions (wspólnie z Christophem Grabowskim, 2010)